# Траст
Довери́тельная со́бственность, или траст (англ. trust — доверие) в общем праве — система отношений, при которой имущество, первоначально принадлежащее учредителю траста (доверитель), передаётся в распоряжение доверительного собственника (доверительного управляющего или попечителя), но доход с него получают бенефициары (выгодоприобретатели). Учредитель траста (который может одновременно быть и бенефициаром и/или управляющим) в рамках специального соглашения передаёт принадлежащую ему собственность (акции, доли в компаниях, недвижимость, предметы искусства, коллекции, интеллектуальную собственность, деньги и т. п.) под контроль доверительного управляющего, который обязан совершать с ними операции, приносящие бенефициарам максимальную прибыль или соответствующие другим инструкциям учредителя траста (доверителя).
В праве России с 2022 года некоторым аналогом трастов выступают личные фонды (Федеральный закон от 01.07.2021 №287-ФЗ, статьи 123.20-4 — 123.20-8 ГК РФ).

## Особенности траста
Можно сказать, что траст — это отдельный самостоятельный собственник в правовых отношениях (не частная компания и не физическое лицо), неразрывно связанный с его создателем (учредителем траста) и бенефициарами траста.
Особенность траста как иной формы держания собственности в том, что имущество траста не принадлежит ни учредителю траста (он теряет право собственности на него с момента передачи имущества управляющему), ни доверительному управляющему траста (он только управляет этим имуществом и является формальным держателем титула на имущество), ни бенефициарам до даты прекращения траста.
В ряде стран, в том числе в России, доверительная собственность (то есть траст) не имеет обособленности как отдельный самостоятельный собственник в правовых отношениях. Передавая в таком случае своё имущество в доверительное управление, человек не отчуждает его и не учреждает траст, а лишь становится доверителем. Имущество в доверительном управлении не считается выбывшим из собственности доверителя — например, оно может участвовать в погашении его обязательств.
Услуги доверительного управляющего оплачиваются бенефициарами (выгодоприобретателями) или учредителем траста, обычно в виде процента от полученной прибыли.
Объектом управления может быть любое имущество, как движимое, так и недвижимое, включая предметы искусства, коллекции, интеллектуальную собственность, драгоценности, доли в компаниях. Не приемлемо лишь имущество, прямо запрещаемое законодательством страны учреждения траста.
Учредитель траста (доверитель) вправе передать своё имущество как при жизни (прижизненный траст), так и предусмотреть такую передачу после своей смерти (завещательный траст). Доверительный управляющий несёт ответственность за выполнение условий трастового соглашения и, как правило, получает широкие полномочия по управлению имуществом учредителя траста, но также может получить особые инструкции по распределению трастового дохода и капитала между бенефициарами (например, наследниками учредителя траста) при наступлении некоторых заведомо предусмотренных учредителем условий, в том числе условия прекращения траста и распределения из него имущества бенефициарам. Такие условия, как правило, включаются учредителем траста (доверителем) в так называемое письмо-пожелание (англ. letter of wishes), адресуемое управляющему. Учредитель траста (доверитель) также вправе предусмотреть условия замены управляющего, оговорить вопрос о передаче этого права другому лицу и т. п.

## Слепой траст
В англосаксонской системе права также разработана концепция слепого траста (blind trust), которая представляет собой одну из форм расщепленной собственности (в чём‑то похожей на институт доверительного управления в российском праве), где управляющий трастом имеет полную свободу действий по отношению к переданным ему активам. В слепом трасте учредитель траста (доверитель) и бенефициары не имеют никакой информации об активах траста, не имеют контроля или влияния на активы в трасте и не вправе вмешиваться в работу управляющего. Учредитель траста (доверитель) и бенефициары не могут знать, какие активы в данный момент находятся во владении трастом, что покупается или продается, каковы годовые доходы от управления переданным в траст имуществом. Они не могут обращаться к доверительному управляющему для получения обновленной информации о владениях, кроме отчета о прибыли или убытках один раз в год (либо в иной согласованный сторонами срок), определять его инвестиционную политику, предоставлять доверенному лицу какую‑либо информацию или давать указания относительно управления активами. Доверительный управляющий, в свою очередь, как только активы передаются в слепой траст, может свободно покупать и продавать активы в соответствии с предоставленными трастовым соглашением мандатами. Как правило, доверительный управляющий не может быть аффилирован с бенефициаром, в том числе вести совместный бизнес.

## Применение трастов
Трасты (доверительная собственность) могут применяться для достижения следующих целей:
1. Конфиденциальность — в большинстве стран содержание завещания (после смерти завещателя) и имена владельцев недвижимости являются публичной информацией. Имена выгодоприобретателей траста обычно неизвестны, поэтому владение недвижимостью или распределение завещанного имущества через траст позволяют сохранить секретность.
2. Совместное владение имуществом — траст является удобным механизмом совместного владения трудно разделимого имущества несколькими владельцами (например, недвижимостью, коллекцией антиквариата и т. п.).
3. Передача имущества (активов) учредителем (доверителем) в наследство бенефициарам траста, с целью продолжения извлечения из имущества (активов) дохода без участия самих бенефициаров (наследников) в управлении (в силу, например, их возраста, или образования). Особенно востребована передача активов в траст в случаях трудно разделимых активов, передаваемых в траст, между несколькими наследниками (бенефициарами траста), таких как коллекции предметов искусств или крайне разнородных активов по стоимости, доходности, будущему потенциалу и т. п.
4. Сохранение капитала от растраты — трасты могут быть использованы для защиты выгодоприобретателей (например, детей учредителя) от их неумения тратить деньги. Так, условия траста могут ограничивать использование денег или возраст, начиная с которого ребёнок получает право распоряжаться имуществом.
5. Благотворительность — в некоторых странах всё имущество, обращённое на благотворительные цели, должно находиться в доверительном управлении.
6. Пенсионные планы — корпоративные пенсии зачастую организованы как траст, в котором предприятие является учредителем, а сотрудники — бенефициарами.
7. Сложные корпоративные структуры — области финансов и страхования, трасты зачастую используются как юридические лица наряду с компаниями.
8. Сокрытие собственности — траст предоставляет анонимность, при которой одно и то же лицо может быть учредителем траста и бенефициаром, но не управляющим траста, тем самым получая всю выгоду от имущества, но скрывая его от кредиторов.
9. Уклонение от налогов. Анонимность и разделение учредителя траста (доверителя), доверительного управляющего и бенефициаров делают траст удобным механизмом для уклонения от налогов. Так, доверительный управляющий трастом во многих странах-офшорах не обязан сообщать о доходах траста налоговой инспекции своей или другой страны, в которой проживают бенефициары траста. Эти же особенности траста используются и для отмывания денег. Иной способ уклонения от налогов с помощью траста возможен в случае прогрессивного подоходного налога, когда приносящее доход имущество формально принадлежит трасту. Однако, во многих странах эта лазейка закрыта, и ставка налога для траста очень высока. Также передача имущества в наследство через траст освобождает бенефициаров траста от уплаты налога на наследование, который существует практически во всех странах, применяющих трасты.
10. Сокрытие доходов — приобретение или перевод всего значимого имущества на имя траста позволяет заявить об отсутствии или недостаточном наличии собственных активов и претендовать, например, на использование меньшей ставки налогов или на получение помощи от государства.
11. Сохранность имущества — при переводе имущества на траст учредитель траста (доверитель) теряет все права на данное имущество, если договор траста правильно составлен. Таким образом, это имущество становится недоступным для кредиторов учредителя траста (доверителя), для притязаний при разделе имущества и позволяет обособить личное имущество от бизнес-активов. Последнее особенно важно в странах англосаксонской системы права, когда физическое лицо может признаваться банкротом лично с последующим взысканием личного имущества за долги.
12. Слепой траст как метод предотвращения конфликта интересов. Нередко в работе органов власти, чиновников или деятельности коммерческих компаний возникают противоречия между интересами лиц, принимающих решения, и интересами организации, или возникает заинтересованность чиновника (должностного лица), которая может повлиять на надлежащее исполнение им своих должностных обязанностей. В целях урегулирования подобных ситуаций личной заинтересованности сторон (снятие ответственности в подобных случаях) целесообразно перевести активы соответствующих лиц в слепой траст.

## Трасты и особенности в законодательстве РФ
Длительное время в законодательстве РФ с момента распада СССР и исторически в России не существовало такой юридической формы, как траст. По причинам гибких и совершенных норм англосаксонского права и правоприменительной (судебной) практики в ряде оффшорных юрисдикций, в которых люди привыкли создавать компании и трасты. (?) Факты несовершенства российской судебно-правовой системы, регулирования и очень медленного реформирования целых разделов российского права в новейшей истории России толкали создавать компании и трасты за пределами РФ. Вопросы передачи имущества в наследство, решения споров в суде и налогообложения давали и дают по сей день значительные преимущества наработанной практике англосаксонской системы права, применяемой, в том числе, в обширном списке офшорных юрисдикций. Однако постепенное изменение взглядов на трансграничное налогообложение в России и в мире, санкционное регулирование и риски, увеличение числа богатых россиян, всё чаще поднимают вопросы передачи собственности в наследование через трасты (способами, описанными в разделе выше) и заставляют задумываться о внедрении трастов или их аналогов в российской правовой системе.
По состоянию на 2021 год в законодательстве РФ стали намечаться продвижения в сторону создания аналогов ограниченной формы трастов для отдельных задач. Главным образом для передачи в наследство имущества бенефициарам в правовых и налоговых рамках на территории РФ. Однако трастовой формы собственности в широком смысле подобия англосаксонского права в РФ не предусмотрено, поскольку создание правовой базы для существования полноценных трастов потребует серьёзного реформирования некоторых основ текущей правовой системы РФ, в том числе смежных разделов права и правоприменительной (судебной) практики.
1 сентября 2018 года в России появилась возможность учреждать наследственные фонды («посмертные» фонды). Гражданин может распорядиться в завещании о создании наследственного фонда для управления нажитым имуществом, бизнесом после его смерти, и определить, кому, сколько и на какие цели должна идти прибыль или выплаты из имущества фонда. Наследственный фонд создается нотариусом после смерти гражданина-учредителя. Управляет фондом доверенное лицо в соответствии с волей учредителя (доверителя). Статьи ГК РФ о наследственных фондах 123.20-1, 123.20-2, 123.20-3, с 1 марта 2022 года указанные статьи утратили силу и одновременно введено понятие личных фондов.
1 июля 2021 года принят закон (ФЗ от 01.07.2021 N 287-ФЗ), который позволяет создавать в России личные фонды («прижизненные» фонды) для управления имуществом и бизнесом, выступающие некоторым российским аналогом трастов, и одновременно упразднены статьи закона 2018 года. Закон начал действовать 1 марта 2022 года. Принятые поправки в Гражданский кодекс РФ, позволяют создавать личные фонды для управления имуществом при своей жизни. Личный фонд, продолжающий свою деятельность после смерти гражданина-учредителя, становится наследственным фондом.
Статьи Гражданского кодекса РФ о личных фондах и их управлении 123.20-4, 123.20-5, 123.20-6, 123.20-7, 123.20-8 вступили в силу с 1 марта 2022 года.
Под понятием личный фонд признается унитарная некоммерческая организация, созданная при жизни гражданина-учредителя им самим, или после его смерти нотариусом — для целей управления имуществом фонда (переданным или унаследованным от гражданина-учредителя).
Существующие до этого момента иные фонды в Гражданском кодексе, которые преследуют благотворительные, культурные, образовательные или иные социальные, общественно полезные цели, получат новое наименование — «общественно полезные фонды».
Личный фонд может быть учрежден бессрочно или на определённый срок. Имущество, передаваемое учредителем личному фонду при создании, принадлежит личному фонду на праве собственности. При этом стоимость такого имущества не может быть менее 100 млн руб. Оценка имущества должна быть проведена независимым оценщиком.
Все решения, связанные с управлением фондом, принимает учредитель, утверждает и при необходимости изменяет устав фонда, условия управления фондом и иные внутренние документы. При этом «соучредительство» и замена учредителя личного фонда (доверителя) запрещены.
Создание личных фондов сопровождается государственной регистрацией, переходом права собственности на имущество от гражданина-учредителя к фонду и распространением на созданный фонд правил о налогообложении и отчетности.

## История возникновения и развития трастов
История трастов Английского общего права уходит к временам Крестовых походов, когда рыцари, уходившие освобождать Иерусалим от неверных, оставляли своё имущество в руках доверенных родственников или других преданных управляющих имуществом (попечителей), чтобы те управляли им на благо жён и детей рыцарей.
Позднее, в средние века, перевод имущества в трасты стал применяться для защиты имущества знати от посягательств на него королей и кредиторов учредителей траста — управляющими траста назначалась церковь, а церковное имущество не подлежало конфискации (церковь подчинялась клерикальному праву, а не цивильному (общегражданскому) в отличие от имущества самих рыцарей и феодалов). Впоследствии церковь стала оказывать подобные услуги в качестве управляющего трастом самостоятельно, выгодно используя ту же защиту от конфискации церковного имущества в интересах учредителя траста. Но многие трасты по возвращении рыцарей из походов отказывались вернуть переданное в траст имущество, чаще всего объясняя, что имело место дарение. Тогда король поручил лорд-канцлеру рассматривать такие споры по совести, а не писаному праву, что и породило возникновение права справедливости. Именно поэтому трастовое право в подавляющем большинстве стран, входящих в Британское Содружество, состоит именно из английских прецедентов, получивших развитие при взаимодействии правовых систем метрополии и её бывших колоний.
Позже, в 16 веке, передача имущества бенефициарам через траст стала использоваться как альтернатива завещанию и как средство против налога на наследство.
Таким образом, английские юристы не только разработали, но и усовершенствовали форму владения имуществом, в котором оно принадлежит трасту, но контролируется прежним владельцем. Фредерик Уильям Мейтленд, английский историк права, высказался что «идея трастового фонда, который превращается (инвестируется) сегодня в землю, потом в валюту, потом в акции, потом в облигации, кажется одной из примечательных идей английской юриспруденции».

## Доверительное управление инвестициями на фондовом рынке РФ по аналогии с трастом
Если ограничиться только фондовым рынком, то управляющий (попечитель) выполняет ту же функцию, что и управляющая компания паевого инвестиционного фонда (ПИФа) — покупает или продаёт ценные бумаги и делает это таким образом, чтобы получить от них инвестиционный доход. Однако, у доверительного управления в этом контексте другое законодательное регулирование, нежели у ПИФов. Доверительный управляющий на фондовом рынке не обязательно соответствует всем критериям управляющей компании, он не обязан часть средств держать в ценных бумагах, можно использовать фьючерсы и опционы для хеджирования ценовых рисков. Когда цены снижаются, есть возможность продать все ценные бумаги и переждать падение. Также нет требований к диверсификации портфеля. При этом управляющий (попечитель), как и ПИФы, не может использовать маржинальную торговлю (в том числе играть на падении цены), поскольку это требует займа денег или ценных бумаг у брокера, что существенно повышает риски потерь.
Потенциально, доверительное управление может быть выгоднее, чем ПИФ, но отсутствие требований к диверсификации, лицензированию и слишком сильное влияние «человеческого фактора» делает его более рискованным. Хотя на практике управляющим (попечителем) зачастую выступает банк или специально созданная компания, что несколько снижает персонализацию принимаемых решений.
Общение с управляющим (попечителем) позволяет точнее и оперативнее выполнять пожелания доверителя, в то время, как ПИФы ограничены в своих действиях инвестиционной декларацией и вообще не обязаны выполнять пожелания клиентов.
Важный плюс доверительного управления — скорость ввода-вывода средств. В ПИФе, особенно в интервальном или закрытом, быстро купить или продать инвестиционный пай может оказаться трудно. В доверительном управлении управляющий покупает/продаёт акции по текущей цене и может обеспечить максимально быстрое движение средств.

## Доверительное управление на рынке Форекс в РФ по аналогии с трастом
Доверительное управление может предполагать возможность инвестирования финансовых активов не только в ценные бумаги, но также в валюты разных стран.
Форекс-компании рекламируют очень высокую доходность спекулятивной торговли и рост числа клиентов, передавших свои активы в доверительное управление. Компании стали предлагать специализированные виды счетов, которые технически значительно упрощают процедуру как передачи средств в управление, так и возврата средств (см. ПАММ-счёт).
Однако нужно чётко понимать разницу, между конвертацией средств доверителя в ту или иную валюту (законодательно вполне допустимая операция и для её проведения достаточно иметь мультивалютный счёт в банке) и маржинальной торговлей на Форексе, при которой доверенные средства используются в качестве залога для получения кредита от брокера. Дело в том, что управляющему (попечителю) законодательно запрещены любые залоговые операции с доверенным ему имуществом.
Передача средств в доверительное управление Форекс-компаниям или частным трейдерам вообще противоречит российскому законодательству, так как зачастую ни компании, ни трейдеры не имеют лицензий на право осуществлять доверительное управление. Гражданский кодекс Российской Федерации в ст. 1013 не допускает доверительного управления исключительно денежными средствами, кроме законодательно предусмотренных случаев. По состоянию на 2010 год право управления денежными средствами имеют ПИФы и банки, имеющие соответствующие лицензии. При этом они не могут привлекать какие-либо кредиты под залог имущества, находящегося в управлении, в том числе с использованием механизмов маржинальной торговли.
Кодекс также предусматривает, что сделки с переданным в доверительное управление имуществом доверительный управляющий совершает от своего имени, указывая при этом, что он действует в качестве такого управляющего (ст. 1012 ГК РФ). При отсутствии указания о действии доверительного управляющего в этом качестве доверительный управляющий обязывается перед третьими лицами лично и отвечает перед ними только принадлежащим ему имуществом. Кроме того, доверительный управляющий несёт ответственность перед доверителем в полном объёме причинённых убытков. Предлагаемые же на Форексе варианты счетов и договоров обычно нарушают эти нормы Гражданского Кодекса, что в спорных ситуациях не позволяет использовать юридическую защиту.